# Tratado desigual
| Tratados Desiguales | Tratados Desiguales    |
| ------------------- | ---------------------- |
| Chino               |                        |
| Tradicional:        | 不平等條約             |
| Simplificado:       | 不平等条约             |
| Pinyin:             | Bù-píngděng Tiáoyuē    |
| Japonés             |                        |
| Kanji               | 不平等条約             |
| Kana:               | ふびょうどうじょうやく |
| Coreano             |                        |
| Hangul:             | 불평등 조약            |
| Hanja:              | 不平等條約             |

Tratados desiguales es un término que hace referencia a la calidad de condiciones en los que fueron firmados ciertos tratados entre varios Estados del Este de Asia y potencias extranjeras en el siglo XIX. Aunque principalmente es usado para referirse a los firmados por la dinastía Qing de China, también fueron desiguales los tratados firmados por el Shogunato Tokugawa de Japón y la dinastía Joseon de Corea. Dichos tratados fueron firmados durante el siglo XIX y principios del siglo XX, período en el cual esos Estados fueron incapaces de resistir las presiones militares y económicas de las potencias occidentales.

## Historia

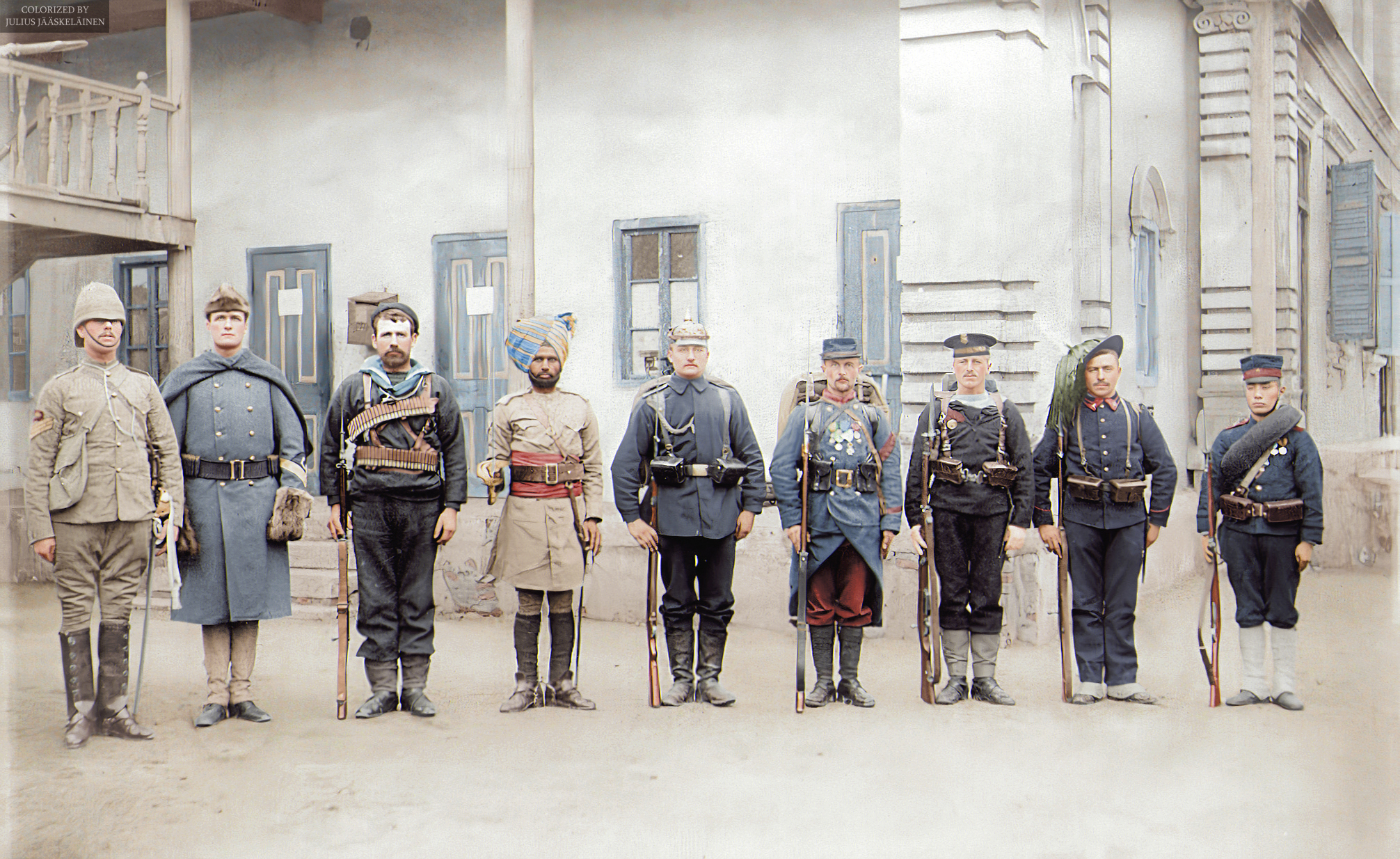
Soldados de la Alianza de las Ocho Naciones, Tianjin, año 1900.

China y algunas potencias extranjeras firmaron el primer tratado desigual al comienzo de la primera guerra del Opio (1839-1842). Tras la consiguiente derrota de los Qing, China tuvo que firmar más tratados con los británicos, quienes les obligaron a abrir varios de sus puertos al comercio extranjero, permitiendo al mismo tiempo a los cristianos residir y evangelizar libremente.
El término «tratado desigual» no se empleó hasta principios del siglo XX, aunque muchos chinos notaron con anterioridad la inequidad en los términos de los tratados. En muchos casos, efectivamente, se obligó a China a pagar onerosas indemnizaciones de guerra, a abrir puertos para el comercio, a ceder territorios (como la isla de Hong Kong y la península de Kowloon que cayeron en manos del Reino Unido) y también a hacer varias concesiones de soberanía a extranjeros.
Cuando el comodoro estadounidense Matthew Perry impuso la apertura de  Japón en 1854, este país fue impulsado rápidamente a firmar tratados similares a los que había suscrito China. Poco tiempo después sucedió lo mismo en Corea. Paradójicamente, el primer «tratado desigual» de Corea no fue con Occidente, sino con Japón, que, usando las tácticas occidentales, forzó a Corea a abrir sus puertas al comercio con el extranjero en 1876. 
Estos tratados desiguales fueron venciendo paulatinamente. Japón fue el primer país en librarse de sus trabas a mediados de la década de 1890, cuando el resultado de la primera guerra sino-japonesa convenció a muchos en Occidente de que Japón realmente estaba interesado en formar parte de las «naciones civilizadas». Para China y Corea, la espera fue mucho más larga. Finalmente, muchos de los tratados desiguales con China se abolieron durante la Segunda Guerra Mundial, cuando la República de China, encabezada por Chiang Kai-shek, resultó victoriosa e ingresó como miembro permanente del Consejo de Seguridad de las Naciones Unidas.
Los tratados desiguales chinos prescribieron casi completamente solo después de la entrega de Hong Kong en 1997 (prometida en 1984, lo que permitió el diálogo entre Deng Xiaoping y los británicos), con la excepción de Macao y los territorios ocupados por el Imperio ruso (Manchuria Exterior). Los de Corea con los imperios europeos se abrogaron tan pronto como 1910, cuando esta se convirtió en colonia japonesa.

## China

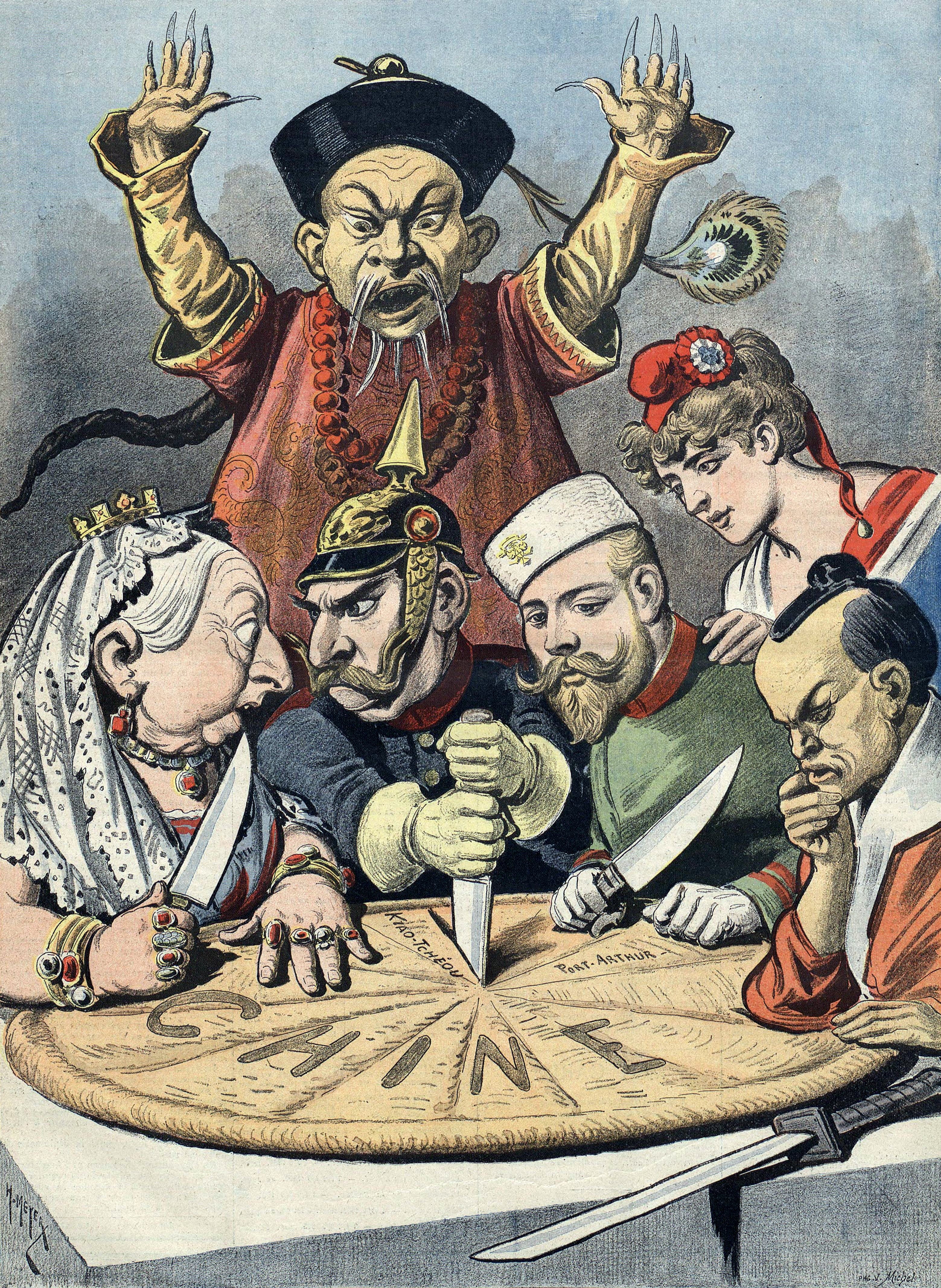
Una caricatura política francesa de 1898, China - el pastel de Reyes y Emperadores, que muestra a la reina Victoria de Gran Bretaña, el kaiser Guillermo II de Alemania, el zar Nicolás II de Rusia, Marianne de Francia y un samurái de Japón que divide China. "Kiao-Tchéou" y "Port-Arthur", escritos en trozos del pastel, representan esos lugares de China; un mandarín estereotipado reacciona con horror en el fondo.

En China, el término "tratado desigual" comenzó a utilizarse a principios de la década de 1920 para describir los tratados históricos, aún impuestos a la entonces República de China, que se firmaron durante el periodo de tiempo que el sinólogo estadounidense John K. Fairbank caracterizó como el "siglo de los tratados", que comenzó en la década de 1840.
Al evaluar el uso del término en el discurso retórico desde principios del siglo XX, el historiador estadounidense Dong Wang señala que "aunque la frase ha sido ampliamente utilizada durante mucho tiempo, carece sin embargo de un significado claro e inequívoco" y que "no hay acuerdo sobre el número real de tratados firmados entre China y países extranjeros que deberían contarse como desiguales". Sin embargo, en el ámbito de la erudición historiográfica china, la frase ha sido típicamente definida para referirse a los muchos casos en los que China fue efectivamente obligada a pagar grandes cantidades de reparaciones financieras, abrir puertos para el comercio, ceder o arrendar territorios (como Manchuria Exterior y China Noroccidental Exterior (incluyendo Zhetysu) al Imperio ruso, Hong Kong y Weihaiwei al Reino Unido, Guangzhouwan a Francia, Territorio arrendado de Kwantung y Taiwán al Imperio de Japón, la Concesión de la Bahía de Jiaozhou al Imperio alemán y el territorio de concesión en Tientsin, Shamian, Hankou, Shanghai, etc.), y hacer varias otras concesiones de soberanía a esferas de influencia extranjeras, tras amenazas militares.
El sinólogo chino-estadounidense Immanuel Hsu afirma que los chinos consideraban desiguales los tratados que firmaron con las potencias occidentales y Rusia "porque no fueron negociados por naciones que se tratasen entre sí como iguales, sino que se impusieron a China tras una guerra, y porque invadían los derechos soberanos de China... lo que la reducía a un estatus semicolonial".
El primer tratado calificado posteriormente de "desigual" fue la Convención de Chuenpi de 1841, negociada durante la primera guerra del Opio. El primer tratado entre China y el el Reino Unido calificado de "desigual" fue el Tratado de Nanjing de 1842.
Tras la derrota de la China Qing, los tratados con Gran Bretaña abrieron cinco puertos al comercio exterior, al tiempo que permitían a los misioneros extranjeros, al menos en teoría, residir dentro de China. Los residentes extranjeros en las ciudades portuarias podían ser juzgados por sus propias autoridades consulares en lugar de por el sistema jurídico chino, aplicando un concepto denominado extraterritorialidad. En virtud de los tratados, el Reino Unido y los Estados Unidos establecieron el Tribunal Supremo Británico para China y Japón y el Tribunal de los Estados Unidos para China en Shanghái.

### Resentimiento chino tras la Primera Guerra Mundial
Después de la Primera Guerra Mundial, la conciencia patriótica en China se centró en los tratados, que pasaron a ser ampliamente conocidos como "tratados desiguales". El Partido Nacionalista y el Partido Comunista compitieron para convencer al público de que su enfoque sería más eficaz. Alemania se vio obligada a poner fin a sus derechos, la Unión Soviética los cedió y Estados Unidos organizó la Conferencia de Washington para negociarlos.
Después de que Chiang Kai-shek declarara un nuevo gobierno nacional en 1927, las potencias occidentales ofrecieron rápidamente su reconocimiento diplomático, lo que despertó la ansiedad en Japón. El nuevo gobierno declaró a las Grandes Potencias que China había sido explotada durante décadas bajo tratados desiguales, y que el tiempo de tales tratados había terminado, exigiendo que renegociaran todos ellos en igualdad de condiciones.

### Hacia el final de los tratados desiguales
Tras la Rebelión de los Bóxers y la firma de la Alianza Anglo-Japonesa de 1902, Alemania comenzó a replantearse su política hacia China. En 1907, Alemania propuso un acuerdo trilateral germano-chino-estadounidense que nunca llegó a materializarse. Así, China entró en la nueva era de poner fin a los tratados desiguales el 14 de marzo de 1917, cuando rompió las relaciones diplomáticas con Alemania, poniendo fin así a las concesiones que había otorgado a ese país, y China declaró la guerra a Alemania el 17 de agosto de 1917.
Al comenzar la Primera Guerra Mundial, estos actos anularon el tratado desigual de 1861, lo que supuso el restablecimiento del control chino sobre las concesiones de Tianjin y Hankou. En 1919, las negociaciones de paz de posguerra no consiguieron devolver los territorios de Shandong, anteriormente bajo control colonial alemán, a la República de China. Tras determinarse que las fuerzas japonesas que ocupaban esos territorios desde 1914 podrían conservarlos en virtud del Tratado de Versalles, el delegado chino Wellington Koo se negó a firmar el acuerdo de paz, siendo China el único miembro de la conferencia que boicoteó la ceremonia de la firma. Ampliamente percibido en China como una traición a las contribuciones del país en tiempos de guerra por parte de los otros miembros de la conferencia, la reacción interna tras el fracaso en la restauración de Shandong causaría el colapso del gabinete del gobierno de Duan Qirui y daría lugar al Movimiento del 4 de Mayo.
El 20 de mayo de 1921, China consiguió con el tratado de paz germano-chino (Deutsch-chinesischer Vertrag zur Wiederherstellung des Friedenszustandes) un acuerdo diplomático que se consideró el primer tratado igualitario entre China y una nación europea.
Muchos de los otros tratados que China considera desiguales fueron derogados durante la segunda guerra sino-japonesa, que comenzó en 1937 y se integró en el contexto más amplio de la Segunda Guerra Mundial. Al entrar en guerra con el ataque a Pearl Harbour, China se convirtió en un importante aliado en el esfuerzo bélico y se presionó al Congreso de Estados Unidos para que pusiera fin a la extraterritorialidad estadounidense en diciembre de 1943. Algunos ejemplos significativos sobrevivieron a la Segunda Guerra Mundial: Los tratados relativos a Hong Kong siguieron en vigor hasta traspaso de Hong Kong en 1997, aunque en 1969, para mejorar las relaciones chino-soviéticas a raíz de escaramuzas militares a lo largo de su frontera, la República Popular China se vio obligada a reconfirmar el Tratado de Aigun de 1858 y el Tratado de Pekín de 1860.

## Listado de los principales tratados desiguales impuestos a China
- Tratado de Nankín (南京條約) (1842)

con el Reino Unido de Gran Bretaña e Irlanda
- Tratado del Bogue (虎門條約) (1844)

con el Reino Unido de Gran Bretaña e Irlanda
- Tratado de Wanghia (中美望廈條約) (1844)

con los Estados Unidos
- Tratado de Whampoa (黃埔條約) (1844)

con Francia
- Tratado de Cantón (中瑞廣州條約) (1847)

con los Reinos Unidos de Suecia y Noruega
- Tratado de Kulja (中俄伊犁塔爾巴哈臺通商章程) (1851)

con el Imperio ruso
- Tratado de Aigun (璦琿條約) (1858)

con el Imperio ruso
- Tratado de Tientsin (天津條約) (1858)

con Reino Unido de Gran Bretaña e Irlanda, Imperio Ruso, Francia y Estados Unidos
- Convención de Pekín (北京條約) (1860)

con Reino Unido de Gran Bretaña e Irlanda, Imperio ruso y Francia
- Convención de Chefoo (煙臺條約) (1876)

con el Imperio británico
- Tratado de San Petersburgo (伊犁條約) (1881)

con el Imperio ruso
- Tratado de Tientsin (中法新約) (1885)

con Francia
- Tratado Sino-Portugués de Pekín (中葡北京條約) (1887)

con Portugal
- Tratado de Shimonoseki (馬關條約) (1895)

con Japón
- Tratado Li-Lobanov (1896)

con el Imperio ruso
- Convención para la extensión del Territorio de Hong Kong (展拓香港界址專條) (1898)

con el Reino Unido de Gran Bretaña e Irlanda
- Protocolo Bóxer (辛丑條約) (1901)

con Reino Unido de Gran Bretaña e Irlanda, Imperio ruso, Francia, Estados Unidos, Japón, Alemania, Italia, Imperio austrohúngaro, Bélgica, España y Países Bajos
- Convención de Simla (西姆拉條約) (1914)

con el Imperio británico
- Veintiuna exigencias (二十一條) (1915)

con Japón
- Tregua de Tanggu (塘沽協定) (1933)

con el Japón

## Listado de los mayores tratados desiguales impuestos a Japón
- Tratado de Kanagawa (日米和親条約,) (1854)

con Estados Unidos
- Tratado de Amistad Anglo-Japonés (日英和親条約) (1854)

con el Reino Unido
- Tratados Ansei (安政条約) (1858)

con los Estados Unidos, Reino de los Países Bajos, Reino de Prusia, Imperio británico, Imperio colonial francés
- Tratado de Amistad y Comercio (EE. UU.-Japón) - Tratado Harris (日米修好通商条約) (1858)

con Estados Unidos
- Tratado de Amistad y Comercio Anglo-Japonés (日英修好通商条約) (1858)

con el Reino Unido
- Tratado de Amistad y Comercio Prusiano-Japonés (日普修好通商条約) (1861)

con el Reino de Prusia
- Tratado de Amistad y Comercio Austro-Japonés (日墺修好通商航海条約) (1868)

con el Imperio austrohúngaro
- Tratado de Amistad y Comercio Hispano-Japonés (日西修好通商航海条約) (1868)

con el Reino de España

## Listado de los mayores tratados desiguales impuestos a Corea
- Tratado de Kanghwa (강화도 조약) (1876)

con Japón
- Tratado Joseon-Estados Unidos (조미수호통상조약 (朝美修好通商條約)) (1882)

con los Estados Unidos
- Tratado de Chemulpo (조미수호통상조약) 1882)

con los Estados Unidos
- Tratado sino-coreano (reglas de comercio y comunicación Joseon-Quing) (조청상민수륙무역장정 (朝淸商民水陸貿易章程)) (1882)

con la dinastía Qing
- Tratado germano-coreano (조독수호통상조약 (朝獨修好通商條約)) (1883)

con el Imperio alemán
- Tratado Reino Unido-Corea (조영수호통상조약 (朝英修好通商條約)) (1883)

con el Reino Unido
- Tratado ruso-coreano (조로수호통상조약 (朝露修好通商條約)) (1884)

con el Imperio ruso
- Tratado italo-coreano (조이수호통상조약 (朝伊修好通商條約)) (1884)

con Reino de Italia
- Tratado de Hanseong (한성조약 (漢城條約)) (1885)

con Japón
- Tratado franco-coreano (조불수호통상조약 (朝佛修好通商條約)) (1886)

con el Imperio colonial francés
- Tratado austro-coreano (조오수호통상조약 (朝奧修好通商條約)) (1892)

con el Imperio austrohúngaro
- Tratado Bélgica-Corea (조벨수호통상조약 (朝白修好通商條約)) (1901)

con el Reino de Bélgica
- Tratado Dinamarca-Corea (조덴수호통상조약 (朝丁修好通商條約)) (1902)

con el Reino de Dinamarca
- Tratado Japón-Corea (한일의정서 (韓日議定書)) (1904)

con Japón
- Acuerdo Japón-Corea (제1차 한일협약 (第一次韓日協約)) (1904)

con Japón
- Acuerdo Japón-Corea (1905)

con Japón
- Acuerdo Japón-Corea (1905)

con Japón
- Acuerdo de Taft-Katsura (가쓰라-태프트 밀약) (1905)

con los Estados Unidos
- Tratado de Eulsa (을사조약) (1905)

con Japón
- Tratado Japón-Corea (제3차 한일협약 (第三次韓日協約) (정미조약 (丁未條約))) (1907)

con Japón
- Tratado de anexión Japón-Corea (한일 병합 조약) (1910)

con Japón